# 杰罗姆 (亚利桑那州)
杰罗姆（英語：Jerome），是美国亚利桑那州亚瓦派县下属的一座城市。面积约为0.86平方英里（约合2.2平方公里）。根据2010年美国人口普查，该市有人口444人，人口密度为514/平方英里。在建制上，该市属于“Town”。